# Communauté de communes du Villeneuvien
La communauté de communes du Villeneuvien est une ancienne communauté de communes française, située dans le département de l'Yonne, créée le 1er janvier 2014 et disparue le 1er janvier 2016.

## Historique
Cette communauté de communes est créée le 1er janvier 2014. Elle regroupe 11 communes qui étaient jusqu'alors « isolées » (ne faisant partie d'aucun ÉPCI) sauf celle de Piffonds, qui est sortie de la communauté de communes du Gâtinais en Bourgogne. Au 1er janvier 2016, cette intercommunalité disparait car 8 des communes rejoignent la nouvelle Communauté d'agglomération du Grand Sénonnais. les trois autres, Bussy-le-Repos, Chaumot, Piffonds rejoignent la communauté de communes du Gâtinais en Bourgogne.

## Composition
Cette intercommunalité est composée des communes suivantes :
| Nom                          | Code Insee | Gentilé       | Superficie (km2) | Population (dernière pop. légale) | Densité (hab./km2) |
| ---------------------------- | ---------- | ------------- | ---------------- | --------------------------------- | ------------------ |
| Villeneuve-sur-Yonne (siège) | 89464      | Villeneuviens | 40,00            | 5 352 (2014)                      | 134                |
| Armeau                       | 89018      | Arméliens     | 10,31            | 766 (2014)                        | 74                 |
| Les Bordes                   | 89051      | Bordais       | 18,68            | 545 (2014)                        | 29                 |
| Bussy-le-Repos               | 89060      |               | 23,79            | 437 (2014)                        | 18                 |
| Chaumot                      | 89094      |               | 14,86            | 773 (2014)                        | 52                 |
| Dixmont                      | 89142      | Dixmontois    | 42,18            | 887 (2014)                        | 21                 |
| Étigny                       | 89160      | Stiniciens    | 6,86             | 765 (2014)                        | 112                |
| Passy                        | 89291      | Passycois     | 5,74             | 338 (2014)                        | 59                 |
| Piffonds                     | 89298      | Puifondins    | 24,55            | 637 (2014)                        | 26                 |
| Rousson                      | 89327      | Roussonnais   | 5,62             | 410 (2014)                        | 73                 |
| Véron                        | 89443      | Véronais      | 15,91            | 1 965 (2014)                      | 124                |

## Politique et administration
Le siège de la communauté de communes est situé à Villeneuve-sur-Yonne.

### Conseil communautaire
L'intercommunalité est gérée par un conseil communautaire composé de 27 délégués issus de chacune des communes membres et élus pour une durée de six ans, coïncidant ainsi avec les échéances des scrutins municipaux. Les communes sont représentées en fonction de leur population : 2 délégués représentent les communes de moins de 1 000 habitants, puis 3, 4, 5 délégués pour les communes comptant respectivement moins de 2 000, moins de 3 000 et moins de 4 000 habitants, et enfin 6 représentants pour les communes de plus de 4 000 habitants.
Les délégués sont ainsi répartis comme suit :
| Nombre de délégués | Communes                                                                               |
| ------------------ | -------------------------------------------------------------------------------------- |
| 6                  | Villeneuve-sur-Yonne                                                                   |
| 3                  | Véron                                                                                  |
| 2                  | Armeau, Les Bordes, Bussy-le-Repos, Chaumot, Dixmont, Étigny, Passy, Piffonds, Rousson |

### Présidence
Le conseil communautaire élit un président pour une durée de six ans. Le premier président, élu le 6 mai 2014 lors de la première réunion de l'intercommunalité, est Cyril Boulleaux, maire de Villeneuve-sur-Yonne.
| Période    | Période          | Identité        | Étiquette | Qualité                        |
| ---------- | ---------------- | --------------- | --------- | ------------------------------ |
| 6 mai 2014 | 31 décembre 2015 | Cyril Boulleaux | DvG       | Maire de Villeneuve-sur-Yonne. |